# Danh sách tiểu hành tinh: 23601–23700
| Tên              | Tên đầu tiên | Ngày phát hiện       | Nơi phát hiện    | Người phát hiện                                  |
| ---------------- | ------------ | -------------------- | ---------------- | ------------------------------------------------ |
| 23601 -          | 1995 YC5     | 16 tháng 12 năm 1995 | Kitt Peak        | Spacewatch                                       |
| 23602 -          | 1995 YK20    | 23 tháng 12 năm 1995 | Kitt Peak        | Spacewatch                                       |
| 23603 -          | 1995 YM23    | 21 tháng 12 năm 1995 | Haleakala        | NEAT                                             |
| 23604 -          | 1996 AL      | 11 tháng 1 năm 1996  | Oizumi           | T. Kobayashi                                     |
| 23605 -          | 1996 AP      | 11 tháng 1 năm 1996  | Oizumi           | T. Kobayashi                                     |
| 23606 -          | 1996 AS1     | 13 tháng 1 năm 1996  | Kitt Peak        | Spacewatch                                       |
| 23607 -          | 1996 AR2     | 13 tháng 1 năm 1996  | Oizumi           | T. Kobayashi                                     |
| 23608 Alpiapuane | 1996 AC4     | 15 tháng 1 năm 1996  | Cima Ekar        | U. Munari, M. Tombelli                           |
| 23609 -          | 1996 AU6     | 12 tháng 1 năm 1996  | Kitt Peak        | Spacewatch                                       |
| 23610 -          | 1996 AW7     | 12 tháng 1 năm 1996  | Kitt Peak        | Spacewatch                                       |
| 23611 -          | 1996 BO3     | 27 tháng 1 năm 1996  | Oohira           | T. Urata                                         |
| 23612 Ramzel     | 1996 BJ4     | 22 tháng 1 năm 1996  | Socorro          | R. Weber                                         |
| 23613 -          | 1996 EK6     | 11 tháng 3 năm 1996  | Kitt Peak        | Spacewatch                                       |
| 23614 -          | 1996 FX      | 18 tháng 3 năm 1996  | Haleakala        | NEAT                                             |
| 23615            | 1996 FK12    | 28 tháng 3 năm 1996  | Siding Spring    | R. H. McNaught                                   |
| 23616 -          | 1996 HY10    | 17 tháng 4 năm 1996  | La Silla         | E. W. Elst                                       |
| 23617 Duna       | 1996 HM13    | 17 tháng 4 năm 1996  | La Silla         | E. W. Elst                                       |
| 23618 -          | 1996 JS5     | 11 tháng 5 năm 1996  | Kitt Peak        | Spacewatch                                       |
| 23619 -          | 1996 JX7     | 12 tháng 5 năm 1996  | Kitt Peak        | Spacewatch                                       |
| 23620 -          | 1996 LS2     | 11 tháng 6 năm 1996  | Kitt Peak        | Spacewatch                                       |
| 23621 -          | 1996 PA      | 5 tháng 8 năm 1996   | Siding Spring    | G. J. Garradd                                    |
| 23622 -          | 1996 RW29    | 12 tháng 9 năm 1996  | La Silla         | Uppsala-DLR Trojan Survey                        |
| 23623 -          | 1996 TR29    | 7 tháng 10 năm 1996  | Kitt Peak        | Spacewatch                                       |
| 23624            | 1996 UX3     | 29 tháng 10 năm 1996 | Xinglong         | Chương trình tiểu hành tinh Bắc Kinh Schmidt CCD |
| 23625 Gelfond    | 1996 WX      | 19 tháng 11 năm 1996 | Prescott         | P. G. Comba                                      |
| 23626 -          | 1996 XD3     | 3 tháng 12 năm 1996  | Oizumi           | T. Kobayashi                                     |
| 23627 -          | 1996 XG19    | 8 tháng 12 năm 1996  | Oizumi           | T. Kobayashi                                     |
| 23628 Ichimura   | 1996 XZ31    | 8 tháng 12 năm 1996  | Chichibu         | N. Sato                                          |
| 23629 -          | 1996 YR      | 20 tháng 12 năm 1996 | Oizumi           | T. Kobayashi                                     |
| 23630 -          | 1996 YA3     | 30 tháng 12 năm 1996 | Chichibu         | N. Sato                                          |
| 23631 -          | 1997 AG      | 2 tháng 1 năm 1997   | Oizumi           | T. Kobayashi                                     |
| 23632 -          | 1997 AQ      | 2 tháng 1 năm 1997   | Oizumi           | T. Kobayashi                                     |
| 23633 -          | 1997 AF3     | 4 tháng 1 năm 1997   | Oizumi           | T. Kobayashi                                     |
| 23634 -          | 1997 AY3     | 6 tháng 1 năm 1997   | Oizumi           | T. Kobayashi                                     |
| 23635 -          | 1997 AH4     | 6 tháng 1 năm 1997   | Oizumi           | T. Kobayashi                                     |
| 23636 -          | 1997 AJ4     | 6 tháng 1 năm 1997   | Oizumi           | T. Kobayashi                                     |
| 23637            | 1997 AM6     | 4 tháng 1 năm 1997   | Xinglong         | Chương trình tiểu hành tinh Bắc Kinh Schmidt CCD |
| 23638 Nagano     | 1997 AV6     | 6 tháng 1 năm 1997   | Chichibu         | N. Sato                                          |
| 23639 -          | 1997 AN7     | 9 tháng 1 năm 1997   | Oizumi           | T. Kobayashi                                     |
| 23640 -          | 1997 AY7     | 2 tháng 1 năm 1997   | Kitt Peak        | Spacewatch                                       |
| 23641 -          | 1997 AU10    | 9 tháng 1 năm 1997   | Kitt Peak        | Spacewatch                                       |
| 23642 -          | 1997 AD15    | 9 tháng 1 năm 1997   | Oohira           | T. Urata                                         |
| 23643 -          | 1997 AQ15    | 12 tháng 1 năm 1997  | Haleakala        | NEAT                                             |
| 23644 Yamaneko   | 1997 AW17    | 13 tháng 1 năm 1997  | Kuma Kogen       | A. Nakamura                                      |
| 23645 -          | 1997 BJ2     | 30 tháng 1 năm 1997  | Oizumi           | T. Kobayashi                                     |
| 23646 -          | 1997 BX2     | 30 tháng 1 năm 1997  | Oizumi           | T. Kobayashi                                     |
| 23647 -          | 1997 BR3     | 31 tháng 1 năm 1997  | Oizumi           | T. Kobayashi                                     |
| 23648 Kolář      | 1997 CB      | 1 tháng 2 năm 1997   | Ondřejov         | L. Šarounová                                     |
| 23649 Tohoku     | 1997 CJ5     | 1 tháng 2 năm 1997   | Chichibu         | N. Sato                                          |
| 23650 -          | 1997 CU5     | 7 tháng 2 năm 1997   | Kleť             | Kleť                                             |
| 23651 -          | 1997 CN12    | 3 tháng 2 năm 1997   | Kitt Peak        | Spacewatch                                       |
| 23652 -          | 1997 CW19    | 12 tháng 2 năm 1997  | Oizumi           | T. Kobayashi                                     |
| 23653 -          | 1997 CE21    | 6 tháng 2 năm 1997   | Kitt Peak        | Spacewatch                                       |
| 23654 -          | 1997 CC26    | 13 tháng 2 năm 1997  | Oohira           | T. Urata                                         |
| 23655 -          | 1997 CG26    | 14 tháng 2 năm 1997  | Oizumi           | T. Kobayashi                                     |
| 23656 -          | 1997 CK26    | 14 tháng 2 năm 1997  | Oizumi           | T. Kobayashi                                     |
| 23657            | 1997 CB28    | 6 tháng 2 năm 1997   | Xinglong         | Chương trình tiểu hành tinh Bắc Kinh Schmidt CCD |
| 23658            | 1997 CC28    | 6 tháng 2 năm 1997   | Xinglong         | Beijing Schmidt CCD Asteroid Program             |
| 23659 -          | 1997 EH      | 1 tháng 3 năm 1997   | Oizumi           | T. Kobayashi                                     |
| 23660 -          | 1997 ED5     | 4 tháng 3 năm 1997   | Kitt Peak        | Spacewatch                                       |
| 23661 -          | 1997 EL16    | 5 tháng 3 năm 1997   | Kitt Peak        | Spacewatch                                       |
| 23662 -          | 1997 ES17    | 3 tháng 3 năm 1997   | Kitami           | K. Endate, K. Watanabe                           |
| 23663 Kalou      | 1997 EG18    | 10 tháng 3 năm 1997  | Arbonne-la-Forêt | M. Meunier                                       |
| 23664 -          | 1997 EP25    | 5 tháng 3 năm 1997   | Oohira           | T. Urata                                         |
| 23665 -          | 1997 EU46    | 12 tháng 3 năm 1997  | La Silla         | E. W. Elst                                       |
| 23666 -          | 1997 FT1     | 30 tháng 3 năm 1997  | Kitt Peak        | Spacewatch                                       |
| 23667 -          | 1997 FM4     | 31 tháng 3 năm 1997  | Socorro          | LINEAR                                           |
| 23668 -          | 1997 FR4     | 31 tháng 3 năm 1997  | Socorro          | LINEAR                                           |
| 23669 -          | 1997 FB5     | 31 tháng 3 năm 1997  | Socorro          | LINEAR                                           |
| 23670 -          | 1997 GX14    | 3 tháng 4 năm 1997   | Socorro          | LINEAR                                           |
| 23671 -          | 1997 GX18    | 3 tháng 4 năm 1997   | Socorro          | LINEAR                                           |
| 23672 -          | 1997 GR21    | 6 tháng 4 năm 1997   | Socorro          | LINEAR                                           |
| 23673 -          | 1997 GB23    | 6 tháng 4 năm 1997   | Socorro          | LINEAR                                           |
| 23674 -          | 1997 GJ23    | 6 tháng 4 năm 1997   | Socorro          | LINEAR                                           |
| 23675 -          | 1997 GU23    | 6 tháng 4 năm 1997   | Socorro          | LINEAR                                           |
| 23676 -          | 1997 GR25    | 4 tháng 4 năm 1997   | Kitami           | K. Endate, K. Watanabe                           |
| 23677 -          | 1997 GV32    | 3 tháng 4 năm 1997   | Socorro          | LINEAR                                           |
| 23678 -          | 1997 GW32    | 3 tháng 4 năm 1997   | Socorro          | LINEAR                                           |
| 23679 -          | 1997 GM33    | 3 tháng 4 năm 1997   | Socorro          | LINEAR                                           |
| 23680 -          | 1997 GL34    | 3 tháng 4 năm 1997   | Socorro          | LINEAR                                           |
| 23681 -          | 1997 GC36    | 6 tháng 4 năm 1997   | Socorro          | LINEAR                                           |
| 23682 -          | 1997 GT40    | 7 tháng 4 năm 1997   | La Silla         | E. W. Elst                                       |
| 23683 -          | 1997 HO1     | 28 tháng 4 năm 1997  | Kitt Peak        | Spacewatch                                       |
| 23684 -          | 1997 HB10    | 30 tháng 4 năm 1997  | Socorro          | LINEAR                                           |
| 23685 Toaldo     | 1997 JV      | 1 tháng 5 năm 1997   | Bologna          | Osservatorio San Vittore                         |
| 23686 Songyuan   | 1997 JZ7     | 8 tháng 5 năm 1997   | Xinglong         | Chương trình tiểu hành tinh Bắc Kinh Schmidt CCD |
| 23687 -          | 1997 JA11    | 8 tháng 5 năm 1997   | Kitt Peak        | Spacewatch                                       |
| 23688 -          | 1997 JJ11    | 3 tháng 5 năm 1997   | La Silla         | E. W. Elst                                       |
| 23689 -          | 1997 JC13    | 3 tháng 5 năm 1997   | La Silla         | E. W. Elst                                       |
| 23690            | 1997 JD14    | 9 tháng 5 năm 1997   | Xinglong         | Chương trình tiểu hành tinh Bắc Kinh Schmidt CCD |
| 23691 -          | 1997 JN16    | 3 tháng 5 năm 1997   | La Silla         | E. W. Elst                                       |
| 23692            | 1997 KA      | 20 tháng 5 năm 1997  | Xinglong         | Chương trình tiểu hành tinh Bắc Kinh Schmidt CCD |
| 23693 -          | 1997 KU2     | 30 tháng 5 năm 1997  | Kitt Peak        | Spacewatch                                       |
| 23694 -          | 1997 KZ3     | 29 tháng 5 năm 1997  | Kitt Peak        | Spacewatch                                       |
| 23695 -          | 1997 MS4     | 28 tháng 6 năm 1997  | Socorro          | LINEAR                                           |
| 23696 -          | 1997 MV4     | 28 tháng 6 năm 1997  | Socorro          | LINEAR                                           |
| 23697 -          | 1997 MK9     | 26 tháng 6 năm 1997  | Kitt Peak        | Spacewatch                                       |
| 23698            | 1997 NA3     | 4 tháng 7 năm 1997   | Xinglong         | Chương trình tiểu hành tinh Bắc Kinh Schmidt CCD |
| 23699 Paulgordan | 1997 ND3     | 8 tháng 7 năm 1997   | Prescott         | P. G. Comba                                      |
| 23700 -          | 1997 OZ      | 25 tháng 7 năm 1997  | Majorca          | R. Pacheco, À. López                             |